# Bicharak
Bicharak é um drama psicológico bengali dirigido por Pravat Mukhopadhyay e produzido por Arundhati Devi baseado em um romance de mesmo nome de Tarasankar Bandyopadhyay. Este filme foi lançado em 1959 sob a bandeira da Prabhat Productions e recebeu o Prêmio Nacional de Cinema de Melhor Longa-Metragem em Bengali em 1960.